# Liste der Biografien/Kiy
Liste der Biografien |
Portal Biografien |
Personensuche
# |
A |
B |
C |
D |
E |
F |
G |
H |
I |
J |
K |
L |
M |
N |
O |
P |
Q |
R |
S |
T |
U |
V |
W |
X |
Y |
Z |
?
 
Ka |
Kb |
Kc |
Kd |
Ke |
Kf |
Kg |
Kh |
Ki |
Kj |
Kl |
Km |
Kn |
Ko |
Kp |
Kr |
Ks |
Kt |
Ku |
Kv |
Kw |
Ky |
Kx |
Kz
 
Kia |
Kib |
Kic |
Kid |
Kie |
Kif |
Kig |
Kih |
Kii |
Kij |
Kik |
Kil |
Kim |
Kin |
Kio |
Kip |
Kir |
Kis |
Kit |
Kiu |
Kiv |
Kiw |
Kix |
Kiy |
Kiz
Die Liste der Biografien führt alle Personen auf, die in der deutschsprachigen Wikipedia einen Artikel haben. Dieses ist eine Teilliste mit 42 Einträgen von Personen, deren Namen mit den Buchstaben „Kiy“ beginnt.

## Kiy
- Kiy, Rolf (1916–1989), deutscher Karikaturist, Grafiker und Maler

### Kiya
- Kiya Buzurg-Umid († 1138), Person des ismailitischen schiitischen Islam, Führer der Ismailiten
- Kiya Darbandsari, Mohammad (* 1989), iranischer Alpin- und Grasskiläufer
- Kiyak, Mely (* 1976), deutsche Schriftstellerin, freie Journalistin und FernsehautorinMely Kiyak (* 1976)

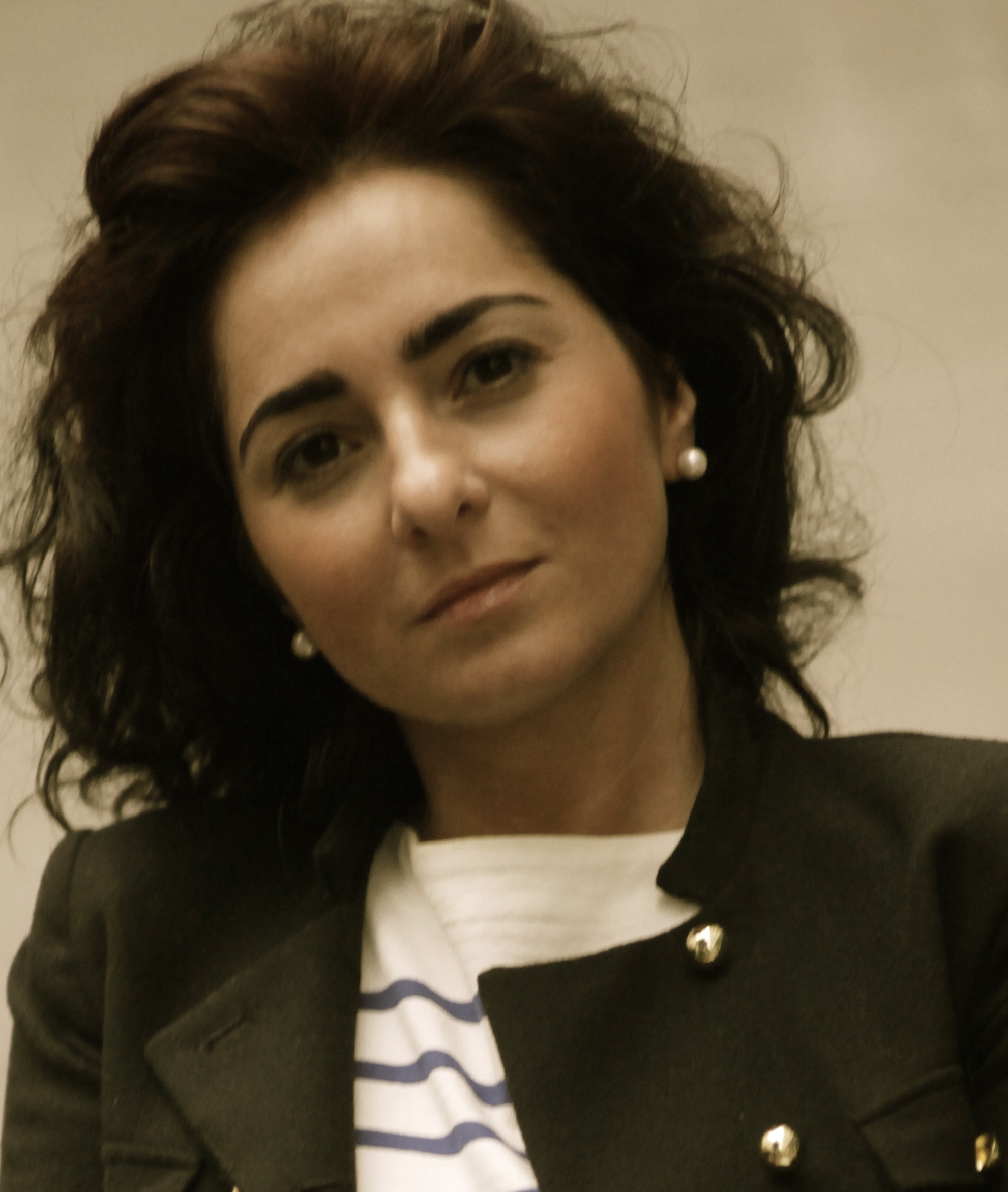
Mely Kiyak (* 1976)

- Kiyama, Kōhei (* 1988), japanischer Fußballspieler
- Kiyama, Takashi (* 1972), japanischer Fußballspieler
- Kiyara, Nguriatukei Rael (* 1984), kenianische Marathonläuferin
- Kiyavash, Negar (* 1976), Mathematikerin

### Kiye
- Kiyeng, David Kemboi (* 1983), kenianischer Marathonläufer
- Kiyeng, Hyvin (* 1992), kenianische Langstreckenläuferin
- Kiyeng, Judy (* 1993), kenianische Mittelstreckenläuferin

### Kiyo
- Kiyohara no Fukayabu, japanischer Dichter
- Kiyohara no Motosuke (908–990), japanischer Waka-Dichter und Gelehrter
- Kiyohara, Shōhei (* 1987), japanischer Fußballspieler
- Kiyohara, Tama (1861–1939), japanische Malerin
- Kiyohara, Yui (* 1992), japanische Regisseurin und Drehbuchautorin
- Kiyohara, Yukinobu († 1682), japanische Malerin
- Kiyoharu (* 1968), japanischer J-Rock-Künstler
- Kiyokawa, Hiroyuki (* 1967), japanischer Fußballspieler
- Kiyokawa, Masaji (1913–1999), japanischer Schwimmer und Sportfunktionär
- Kiyokawa, Sasuga (* 1996), japanischer Fußballspieler
- Kiyoko, Hayley (* 1991), US-amerikanische Schauspielerin, Sängerin und Tänzerin
- Kiyokumo, Eijun (* 1950), japanischer Fußballspieler
- Kiyokuni, Katsuo (* 1941), japanischer Sumōringer und Sportfunktionär
- Kiyomoto, Takumi (* 1993), japanischer Fußballspieler
- Kiyomura, Ann (* 1955), US-amerikanische Tennisspielerin
- Kiyonaga, Takeru (* 1994), japanischer Fußballspieler
- Kiyono, Kenji (1885–1955), japanischer Arzt, Anthropologe und Archäologe
- Kiyono, Otohiko (* 1973), japanischer Fußballspieler
- Kiyooka, Kotaro (* 2001), japanischer Ringer
- Kiyooka, Takayuki (1922–2006), japanischer Schriftsteller und Dichter
- Kiyosaki, Robert (* 1947), US-amerikanischer Unternehmer und AutorRobert Kiyosaki (* 1947)

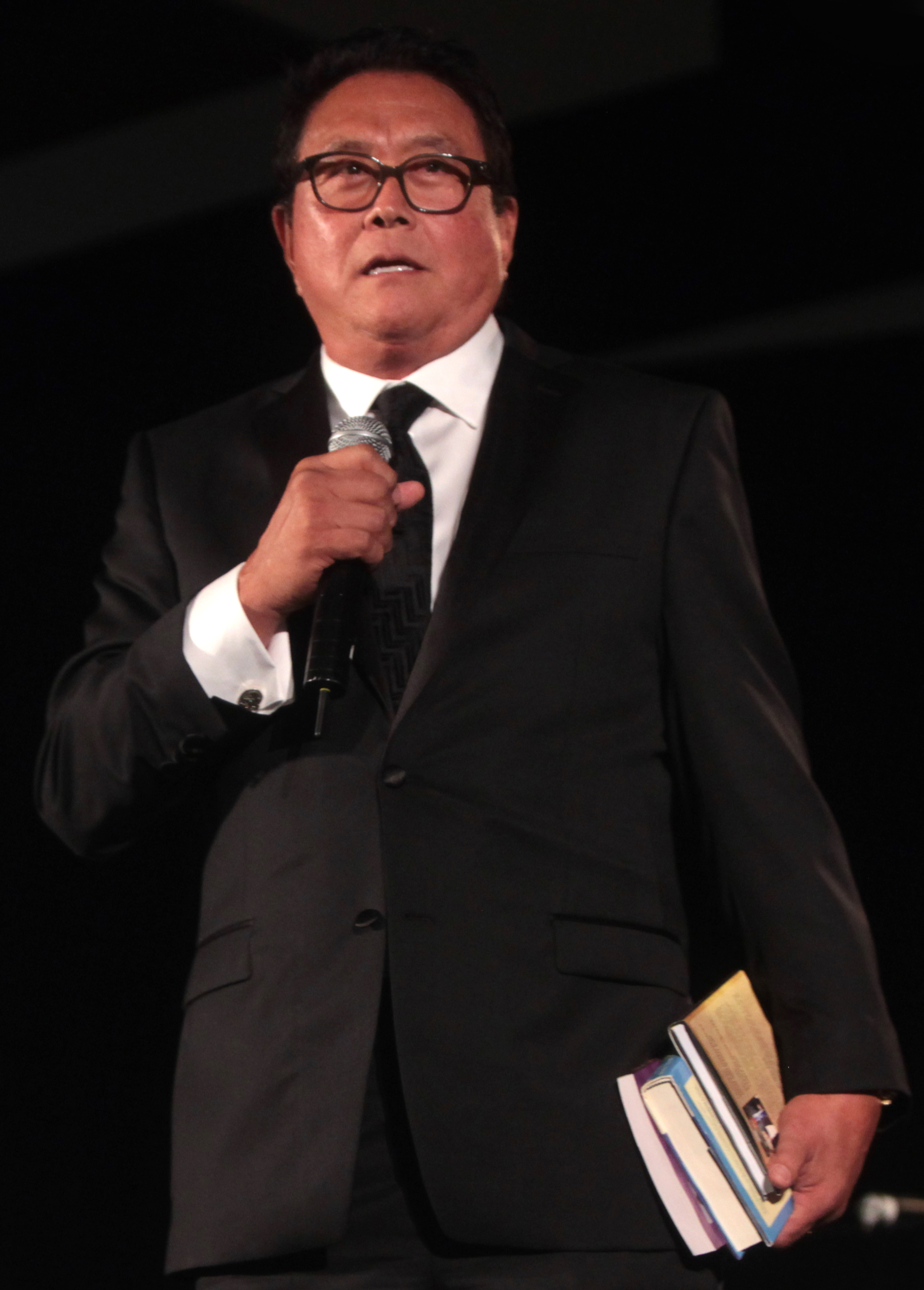
Robert Kiyosaki (* 1947)

- Kiyosawa, Emiko (* 1983), japanische Skirennläuferin
- Kiyosawa, Kiyoshi (1890–1945), japanischer Journalist und Gesellschaftskritiker
- Kiyose, Ichirō (1884–1967), japanischer Politiker (LDP)
- Kiyotake, Hiroshi (* 1989), japanischer Fußballspieler
- Kiyotake, Kōki (* 1991), japanischer Fußballspieler
- Kiyotaki, Nobuhiro (* 1955), japanischer Ökonom
- Kiyoura, Keigo (1850–1942), japanischer Politiker und der 23. Premierminister von Japan (1924–1924)
- Kiyoyuki, Miyoshi (847–919), japanischer Gelehrter und Regierungsbeamter
- Kiyozawa, Manshi (1863–1903), japanischer buddhistischer Priester und Philosoph

### Kiyu
- Kiyuna, Ryō (* 1990), japanischer Karateka